# Антонов, Николай Георгиевич
Никола́й Гео́ргиевич Анто́нов (1908—1974) — советский писатель, редактор, фронтовой корреспондент.

## Биография

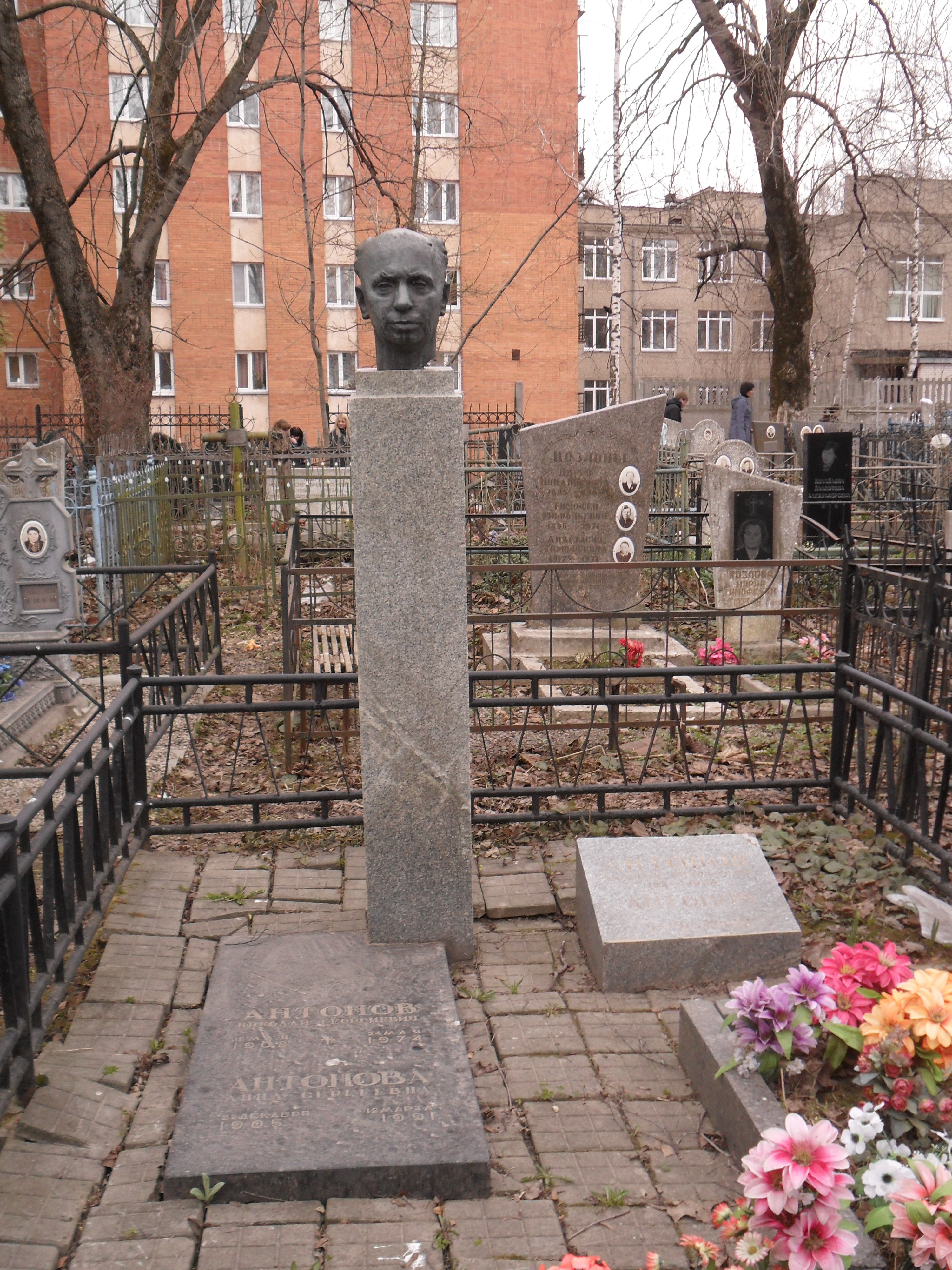
Могила Антонова на Братском кладбище Смоленска

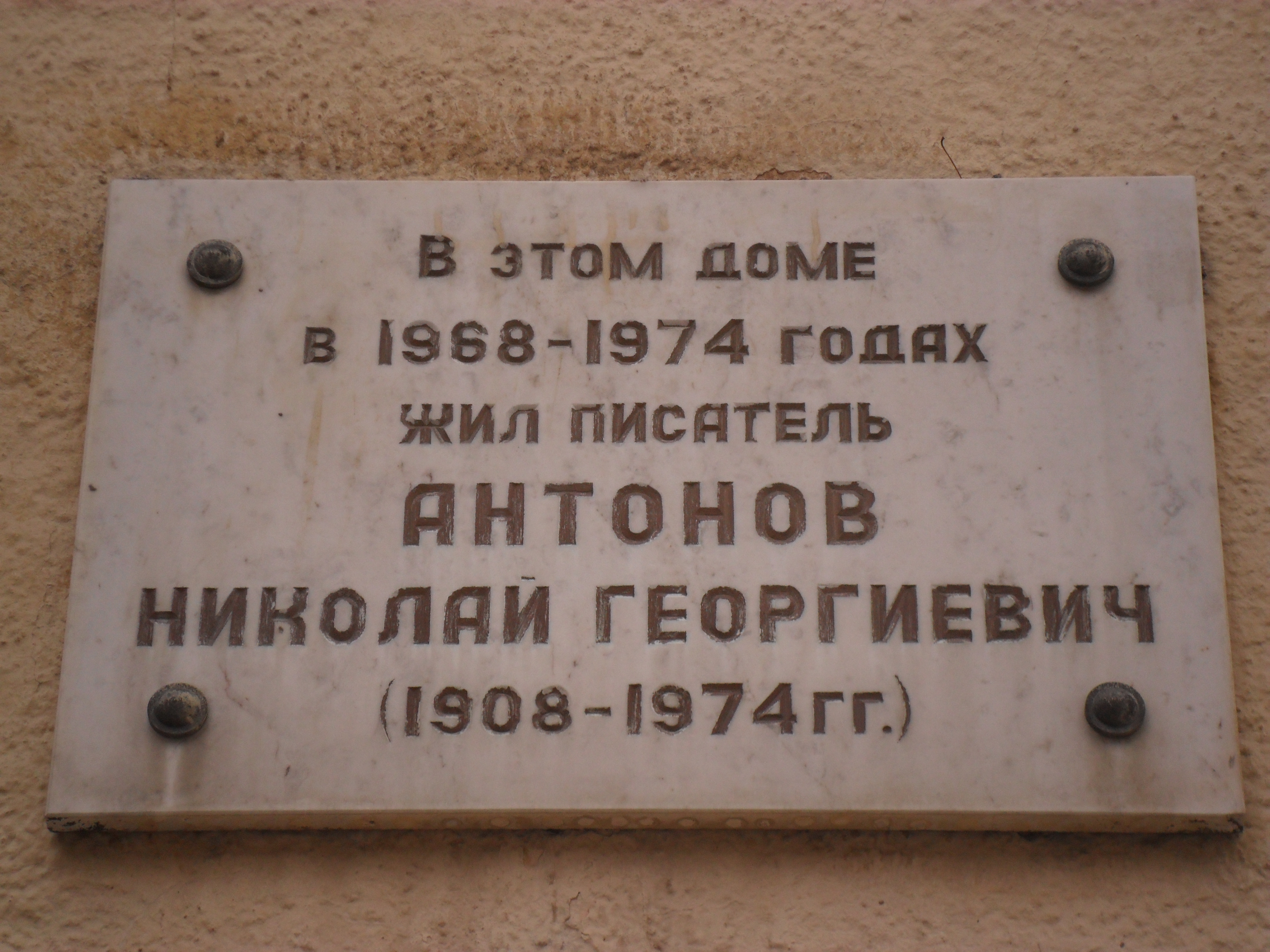
Мемориальная доска Антонову на улице Коммунистической в Смоленске

Родился 12 мая 1908 года в городе Елисаветполь (ныне — Гянджа, Азербайджан). С 1918 года вместе с семьёй проживал в городе Новочеркасске. С тринадцатилетнего возраста работал рассыльным в комитете срочных выпусков Донского политехнического института.
С 1926 года работал в газете «Псковский набат», позднее перешёл в великолукскую газету «Наш путь». Принимал участие в организации первых ударных бригад на Великолукском паровозовагоноремонтном заводе. С конца 1930-х годов жил в Смоленске. Работал в редакции «Рабочего пути», прошёл путь от литературного сотрудника до ответственного секретаря. Именно здесь он впервые опубликовал свои очерки и статьи.
В годы Великой Отечественной войны был редактором специальной газеты для партизан и мирного населения оккупированных территорий Смоленщины. После освобождения Смоленска вернулся к своей работе. В 1944 года организовал и возглавил Смоленское книжное издательство. Член СП СССР с 1949 года, много лет возглавлял Смоленского областное отделение этого учреждения. Скончался 24 мая 1974 года, похоронен на Братском кладбище Смоленска.
В память о Н. Г. Антонове на доме по улице Коммунистической в Смоленске, где он жил, установлена мемориальная доска.

## Наиболее известные произведения
- «День прибытия» — о начале Великой Отечественной войны и партизанском движении в Смоленской области.
- «Первая очередь» — о послевоенном восстановлении Смоленска.
- «Пути-дороги»
- «Агафон Петрович»
- «Большой мир Нюры маленькой»
- «Смотри прямо в лицо»